# 国史
国史（こくし、History by country/nation）とは、国家や王朝などの政治的まとまりを単位とした歴史および史伝叙述である。これの対照概念として地理的まとまりに着目した地域史（History by region）などの叙述方法がある。司馬遷以来、歴史叙述は長く国ごとに行われてきたが、現代の民族紛争などの原因を究明する場面において、国家ごとに分割された歴史では説明が難しくなっていった。
欧州などの同一地域や帝国列強といった主題を定めた観点でいくつかの国の国史を並列的にまとめたものを「列国史」という。世界中の国の国史をまとめたものを特に「万国史」ともいう。